# Telamon
Trong thần thoại Hy Lạp, Telamon (/ˈtɛləmən/; tiếng Hy Lạp cổ: Τελαμών, Telamōn có nghĩa là "dây đai rộng", phát âm tiếng Việt như là Tê-la-mông) là con trai vua Aeacus của Aegina với nymph Endeïs. Telamon còn là anh trai của Peleus. Telamon là một trong những thủy thủ Argonaut đã đi cùng người anh hùng Jason, và ông còn tham gia cuộc săn lợn rừng Calydonian. Trong sử thi Iliad, ông có với những người phụ nữ khác nhau các con trai là anh hùng Ajax Lớn và anh hùng Teucer. Một số dị bản đề cập rằng con trai thứ ba của ông là Trambelus. Ông và Peleus còn là bạn thân thiết với Heracles, họ hỗ trợ Heracles trong cuộc chiến chống lại các chiến binh Amazon và trong cuộc chinh phạt thành Troy.
Trong dị bản ra đời sớm được Pherecydes của Athens chép lại, Telamon và Peleus không phải là hai anh em mà là bạn bè của nhau. Theo dị bản này, Telamon là con trai của Actaeus và Glauce,  người sau này được cho là con gái Cychreus, vua của Salamis; và Telamon cưới Periboea (Eriboea), con gái vua Alcathous của Megara.

## Thần thoại
Sau khi Telamon và Peleus giết chết người anh em cùng cha khác mẹ của họ là Phocus, họ chạy trốn khỏi Aegina và lên đường đến Salamis, nơi vua Cychreus đã đón tiếp Telamon và kết bạn với ông. Telamon cưới con gái của Cychreus là Periboea, người sau đó sinh ra cho ông một người con trai tên là Ajax. Một thời gian sau, Cychreus trao lại vương quốc cho Telamon. Trong các dị bản khác của câu chuyện, con gái của Cychreus được đặt tên là Glauce, và Periboea - người được đề cập là con gái của Alcathous lại trở thành vợ thứ hai của Telamon.

### Cuộc chinh phạt thành Troy
Telamon còn xuất hiện trong các dị bản về câu chuyện Heracles đi chinh phạt thành Troy, nơi được vua Laomedon trị vì (hoặc là Tros trị vì theo các dị bản khác). Trước cuộc chiến này, thần Poseidon đã thả một con quái vật để tấn công thành Troy.
Dị bản về vua Tros

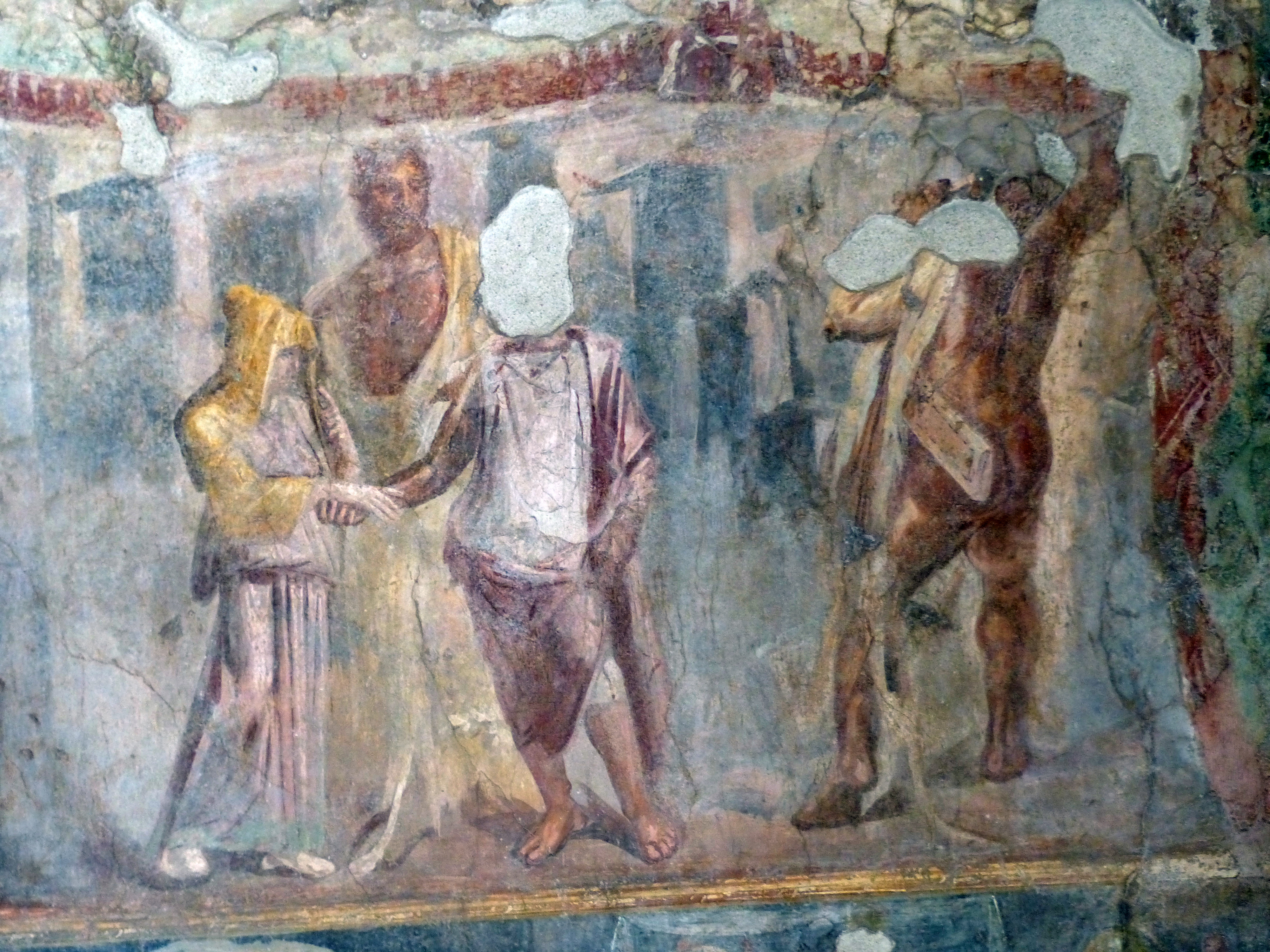
Đám cưới của Telamon và Hesione hoặc cuộc chia tay của Hesione với người em trai Priam trước sự chú ý của Heracles và Telamon ở bên phải, chi tiết trên bức bích họa từ bức tranh tường ba lớp của Nhà Octavius Quartio tại Pompeii.

Trong dị bản kể về vua Tros, Heracles (cùng với Telamon và Oicles) đồng ý giết con quái vật với việc Tros sẽ trao lại cho Heracles những con ngựa mà ông được Zeus ban tặng để bù lại việc Zeus đã bắt cóc con trai ông là Ganymede, và Tros đã đồng ý. Heracles thành công giết được con quái vật và Telamon cưới Hesione, con gái của Tros, người sau này sinh ra Teucer.
Dị bản về vua Laomedon
Trong dị bản về vua Laomedon, Laomedon lên kế hoạch hiến tế con gái mình là Hesione cho con thủy quái ăn thịt với hi vọng để thần Poseidon nguôi giận. Heracles kịp thời cứu cô trong phút cuối cùng và giết được con quái vật. Tuy nhiên, vì vua Laomedon đã quỵt lời hứa với Heracles nên Heracles đã nổi giận giết Laomedon cùng các con trai của ông, chỉ trừ Ganymede - người đang ở trên Đỉnh Olympus, và Podarces, người đã trao cho Heracles tấm che mạng bằng vàng do Hesione làm nên. Telamon lấy Hesione làm chiến lợi phẩm và cưới cô, và sau đó cô sinh ra Teucer. Khi Ajax tự sát ở thành Troy, Telamon đã trục xuất Teucer khỏi Salamis vì Teucer không thể đưa được anh trai mình trở về nhà.
Bibliotheca
Trong Bibliotheca của Apollodorus, Telamon suýt bị giết trong cuộc bao vây thành Troy. Telamon là người đầu tiên phá vỡ tường thành Troy, điều này đã khiến Hercules (Heracles) nổi điên vì người anh hùng này đang khao khát giành được vinh quang đó cho chính mình. Hercules chuẩn bị chém Telamon bằng thanh kiếm của mình thì Telamon đã nhanh chóng dựng lên một bàn thờ từ những viên đá gần đó để vinh danh Hercules. Hercules rất hài lòng, sau cuộc tấn công thành Troy thì Hercules đã gả Hesione cho Telamon. Hesione yêu cầu để được đem theo người em trai Podarces của mình. Hercules sẽ không chấp nhận điều đó nếu như Hesione không chuộc lại Podarces như chuộc lại một nô lệ. Hesione đã chuộc lại em trai mình bằng một tấm mạng che mặt. Tên của Podarces sau đó được đổi thành Priam; theo tác giả người Hy Lạp Apollodorus thì cái tên này được bắt nguồn từ một cụm từ trong tiếng Hy Lạp có nghĩa là "chuộc lại".

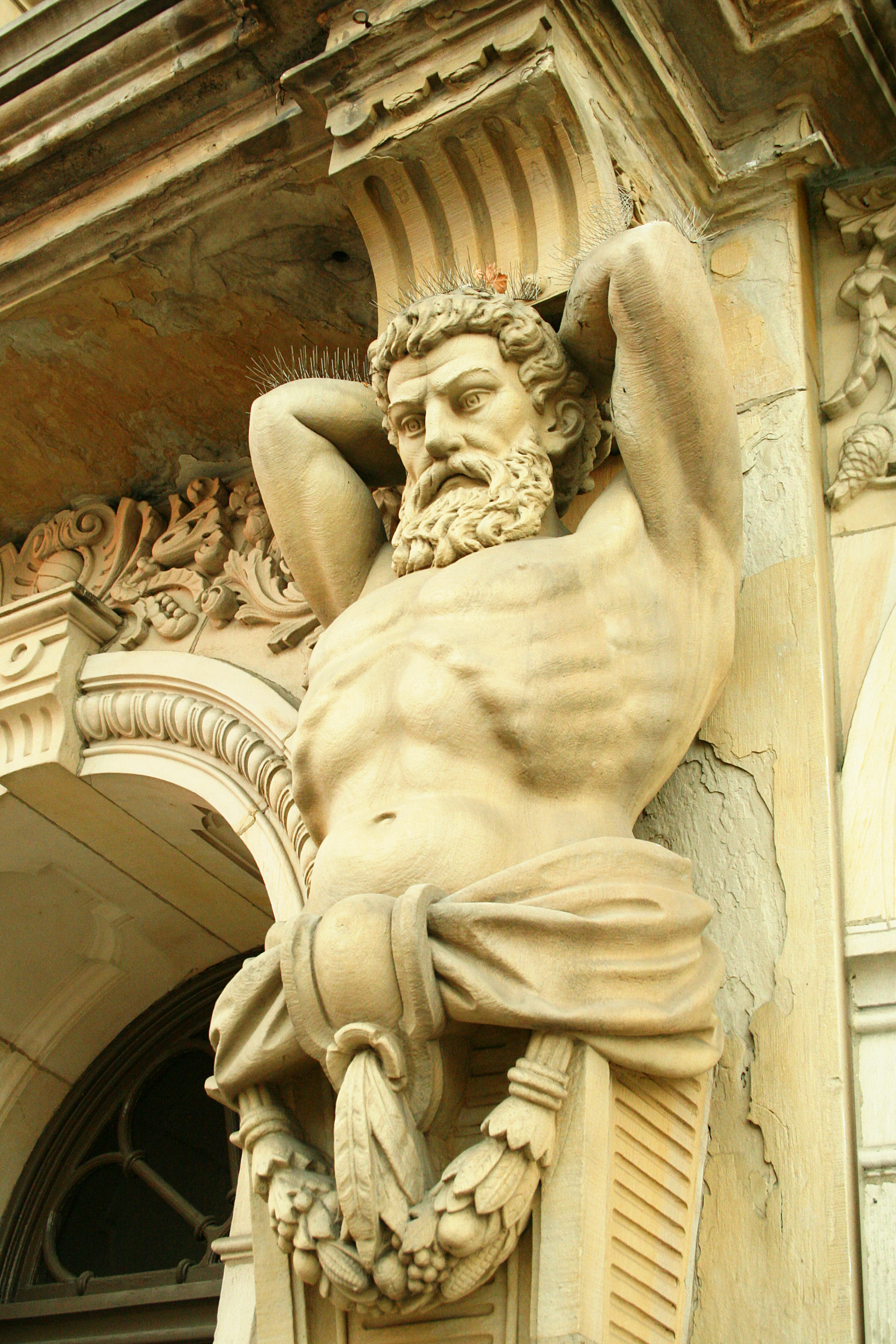
Bức tượng điêu khắc Telamon ở trụ sở tòa án quận Wayne, Ohio

## Trong kiến trúc
Trong kiến trúc, telamon là bức tượng khổng lồ điêu khắc nhân vật nam được dùng làm cột. Kiểu kiến trúc này cũng được gọi là atlas, atlantes hoặc atlantid và có nét tương đồng với kiểu kiến trúc caryatid, chỉ khác ở chỗ caryatid là bức tượng điêu khắc nhân vật nữ.

## Bài hátTelamon
"Telamon" (còn gọi là "Bài ca Telamon") là một bài hát cổ của Hy Lạp (ra đời khoảng thế kỉ thứ V trước Công nguyên) chỉ được nhắc đến tên trong một số vở kịch Hy Lạp cổ đại và sau này là ở trong scholia hoặc những lời bình luận. Người ta thường nghĩ đây là một bài ca chiến tranh nói về người con trai Ajax của Telamon, mặc dù một số bình luận khác cho rằng đó là một bài hát buồn nói về chính Telamon. Lời bài hát bắt đầu với câu: "Con trai của Telamon, Ajax quyết chiến! Họ nói rằng chàng là người dũng cảm nhất trong số những người Hy Lạp đã đến thành Troy, chỉ sau Achilles."